# Polski Samodzielny Batalion Specjalny

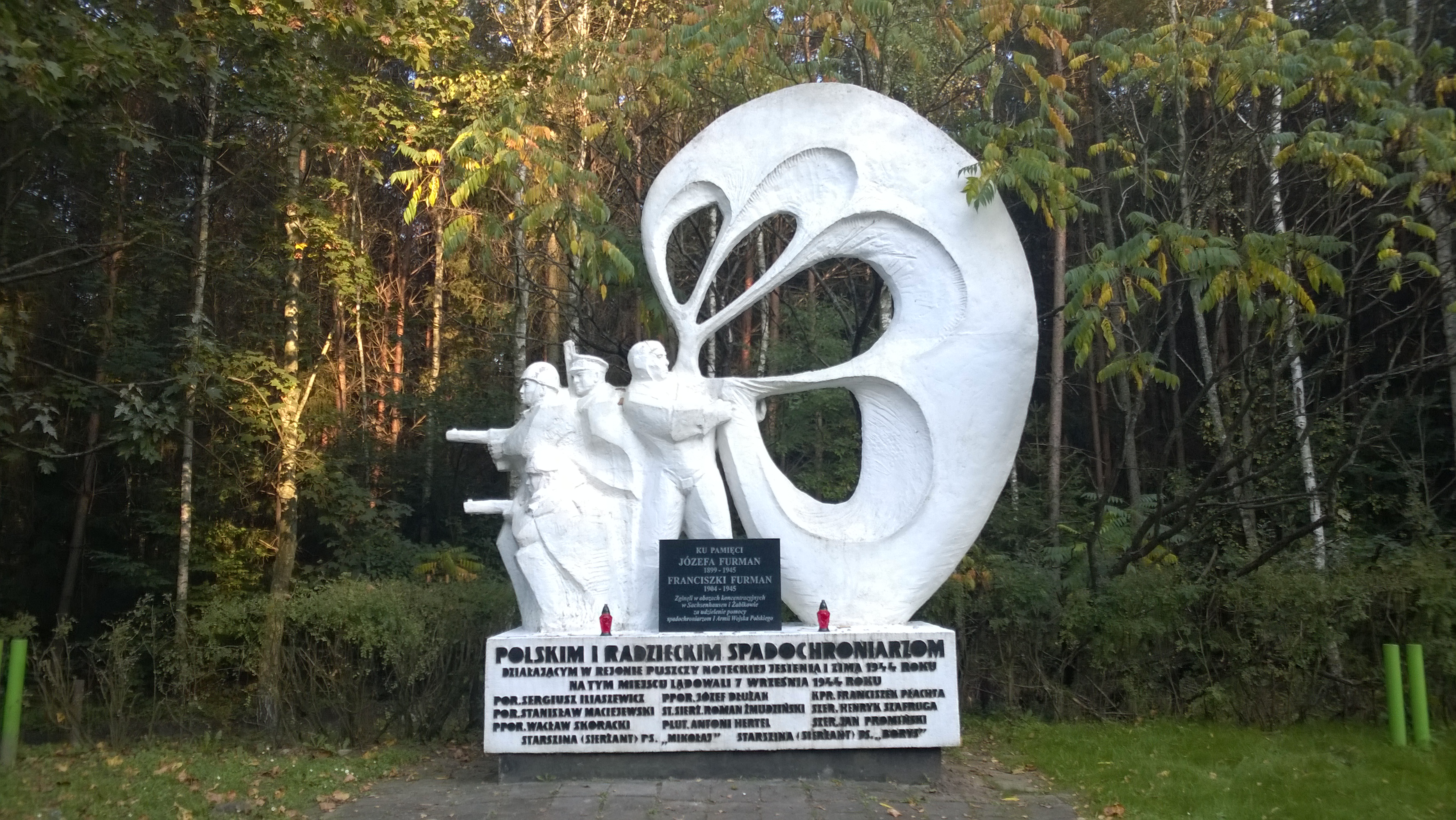
Pomnik spadochroniarzy pod Sokołowem upamiętniający żołnierzy Polskiego Samodzielnego Batalionu Specjalnego

Polski Samodzielny Batalion Specjalny (PSBS) – pododdział dywersyjno-rozpoznawczy ludowego Wojska Polskiego. Wzorowany na batalionie spadochronowym Armii Czerwonej. W maju 1944 roku podporządkowany Polskiemu Sztabowi Partyzanckiemu, przemianowanemu na Bazę Oddziałów Desantowych, później na Bazę Materiałowo-Technicznego Zaopatrzenia, później w kompetencji Kierownika Resortu Bezpieczeństwa Publicznego PKWN.

## Historia batalionu
18 października 1943 dowódca 1 Korpusu Polskiego w ZSRR, gen. bryg. Zygmunt Berling rozkazał mjr. Henrykowi Toruńczykowi przystąpić do organizacji jednostki przeznaczonej do walki na tyłach wroga. Samodzielny batalion formowany był w osiedlu typu miejskiego Biełoomut, w rejonie łuchowickim obwodu moskiewskiego, w oparciu o radziecki etat Nr 035/24 - batalionu spadochronowo-desantowego (ros. парашютно-десантный батальон).
Powołany pod nadzorem Stanisława Radkiewicza był zalążkiem wojskowych oddziałów Resortu Bezpieczeństwa Publicznego przy PKWN. Szkoleniem tego oddziału zajmowali się sowieccy specjaliści z NKWD, a niektórzy z nich objęli potem w nim stanowiska dowódcze.
Żołnierze PSBS zrzucani byli za linią frontu, gdzie zajmowali się m.in. rozpoznawaniem sił armii niemieckiej oraz akcjami dywersyjnymi na strategiczne cele, jak również rozpoznawaniem struktur polskiej partyzantki niekomunistycznej (gł. NSZ i AK). Od maja do września 1944 wysłano 12 grup wywiadowczych i dywersyjnych w łącznej sile 296 ludzi.
Jednostką Wojskową, która dziedziczyła tradycje PSBS był 1 Batalion Szturmowy, a obecnie kontynuator 1 Batalionu Szturmowego Jednostka Wojskowa Komandosów.

## Struktura organizacyjna
Organizacja batalionu według etatu Nr 035/24
- Dowództwo
- kompania radiotelegrafistów
- kompania minerska
- kompania zwiadowców
- kompania zwiadowców
- kompania ciężkich karabinów maszynowych
- kompania moździerzy
- kompania rusznic przeciwpancernych

## Obsada personalna
Obsada personalna batalionu:
- dowódca - mjr / ppłk Henryk Toruńczyk
- zastępca dowódcy do spraw liniowych - mjr Leon Rubinsztajn
- zastępca dowódcy do spraw polityczno-wychowawczych - kpt. Józef Krakowski
- zastępca dowódcy do spraw polityczno-wychowawczych - kpt. Józef Kratko (do 20 V 1944)
- zastępca dowódcy do spraw polityczno-wychowawczych - kpt. Jan Rusiecki (od 20 V 1944)
- szef Wydziału Polityczno-Wychowawczego - ppor. Stefan Halpner
- lektor Wydziału Polityczno-Wychowawczego - por. Romana Pawłowska
- szef Wydziału Organizacyjno-Administracyjnego - kpt. Jan Perkowski
- oficer Wydziału Organizacyjno-Administracyjnego - kpt. Natan Badjan
- starszy instruktor wyszkolenia minerskiego - ppor. Lucyna Hertz
- lekarz - mjr Leo Samet[5]